# إمليلي
إمليلي هي جماعة قروية في إقليم وادي الذهب بجهة الداخلة وادي الذهب، في الأقاليم الجنوبية المغربية. يحدها من الشمال جماعة العركوب.
يقع المقر الإداري للجماعة في مدينة الداخلة، ويشتغل معظم سكان هذه الجماعة في الصيد البحري أو تربية الإبل.

## السياحة
تمتد سبخة إمليلي على مساحة تقدر بنحو 20 كلم، وتضم السبخة العديد من الجيوب المائية التي تزخر بأعداد هائلة من الأسماك من نوع تيلابيا غينيا الموجودة بمنطقة غرب افريقيا جنوب نهر السنغال، بالإضافة إلى أنواع أخرى من النباتات والحيوانات التي توجد بالمنطقة .